# Щепоткин, Вячеслав Иванович
Вячеслав Иванович Щепоткин (24 ноября 1938, Сталинград) — советский и российский журналист, публицист, писатель.

## Биография
Трудовую жизнь начал в 16 лет — пошёл работать каменщиком-огнеупорщиком на металлургический завод «Красный Октябрь», затем слесарем в монтажной организации. Заканчивал школу рабочей молодёжи. С 1960 года по 1965 учился на факультете журналистики в Ленинградском университете им. Жданова. После чего работал корреспондентом в региональных газетах: в Кандалакше (Мурманская обл.), в Ярославле, Костроме, Смоленске, Волгограде.
Работая в «Волгоградской правде» в целом ряде публикаций освещал подъём со дна Волги пожарного парохода «Гаситель» — участника Сталинградской битвы. Рассказывал о его истории, о членах команды, о боевом пути судна. Спускался в водолазном костюме на дно Волги. Предложил сделать этот корабль памятником волжским речникам, героически помогавшим выиграть стратегическое сражение. Организовал в газете конкурс архитекторов. Идея — создать памятник — нашла поддержку у населения и в трудовых коллективах Волгограда. В ноябре 1977 года памятник был открыт.
С 1981 года Вячеслав Щепоткин в редакции газеты «Известия», сначала в качестве её собкора по Казахстану, затем — обозревателя в Москве. В 1988 году в свет вышла его публицистическая книга «Пласты сдвигаются. Хроника кануна и начала перестройки».  В ходе избирательной кампании по выборам в народные депутаты СССР (начало 1989 года), наряду с освещением её в «Известиях», вёл «телемосты» с избирателями и передачи на Центральном телевидении.
В 1990 году, в разгар армяно-азербайджанского конфликта из-за Нагорного Карабаха в газете «Известия» В. Щепоткин опубликовал публицистическую статью «К диктатуре Закона!», в которой провозглашалась идея о том, что единственно допустимой диктатурой в стране может быть только Диктатура Закона, закона, которому должны подчиняться все — «от дворника до президента». Лозунг получил популярность в обществе, его подхватили народные депутаты СССР, он стал лозунгом различных политических сил.
В 1990 году Вячеслав Щепоткин баллотировался в народные депутаты РСФСР по Ярославскому национально-территориальному округу. Во втором туре выборов уступил председателю Ярославского облисполкома, который опередил его с незначительным перевесом.
С 1993 по 2013 год Вячеслав Щепоткин — редактор отдела по работе Совета Федерации парламентского журнала «Российская Федерация сегодня». За это время он опубликовал свыше 500 различных материалов, в том числе целый ряд крупных проблемно-публицистических статей. Среди них такие, как «Остановит ли государство войну торговых баронов против народа?»  (об алчности владельцев торговых компаний, грабящих население страны, при бесконтрольности государства за ценами), «Честь имеют?»  (о бесчестии российских чиновников высшего ранга), «Господин хозяин и гражданин батрак»  (почему за аварии на частных предприятиях должны расплачиваться не их владельцы, а налогоплательщики), «Победит ли в России диктатура Закона диктатуру коррупции?»  (о разрастающемся мздоимстве и чиновном воровстве).

## Семья
Жена - Людмила Николаевна Щепоткина 
Дети: сын - Андрей; дочери - Наталия, Анастасия.

## Литературное творчество
Писать рассказы Вячеслав Щепоткин начал ещё на первых курсах университета. Некоторые из них — «Вечер утра мудренее», «Светает», «Лучше б не было того табора», «Служба», «Принцип Козодоева» — позднее увидели свет в журналах «Наш современник», «Молодая гвардия», интернет-издании «МолОко», в сборниках.
В 2013 году в трёх номерах журнала «Наш современник» был опубликован его роман «Крик совы перед концом сезона». В 2014 году он вышел отдельным изданием в г. Мирном Республики Саха (Якутия). В 2015 — в Волгограде. В 2016 — в Москве, в издательстве «Русский мир». Роман о разрушении Советского Союза, о роли в этой геополитической катастрофе XX века первых лиц государства — Горбачёва, «серого кардинала перестройки» Яковлева и других, отечественной «пятой колонны», иностранных разведок, а позднее — Ельцина, был активно встречен читателями.
Станислав Куняев, главный редактор журнала «Наш современник»:
«В последние годы мне, как главному редактору журнала „Наш современник“, не раз приходилось читать книги о перестройке, о последующей затем трагической судьбе Советского Союза. Но в каждой книге можно было найти ответ то на один, то на другой, то на третий вопрос. А роман Вячеслава Щепоткина „Крик совы перед концом сезона“ даёт ответы сразу на многие вопросы. Причём, отвечает так, что хочется вернуться к ним, перечитать заново, сопоставить с тем, что было известно тогда и что в результате вышло. В сегодняшней литературе такое встретишь редко.
При этом нужно отметить ещё одну важную особенность романа — его объективность. Ибо, читая про то время, видишь или оголтелую злость к советской системе, или только сплошное восхваление. В романе Щепоткина даже в противоборстве идей нет такой упрощённости.
Роман был опубликован в журнале в 2013 году, в трёх номерах. И вызвал давно забытое явление: многочисленные отклики. Это потому, что он не только о прошлом. Он ясное предупреждение на будущее.»

А вот как отреагировал на роман В. Щепоткина известный советский и российский литературный критик Лев Аннинский, в статье «Сова прокричала»: 
"Со страниц куняевского журнала «Наш современник» этот роман вполне мог звучать «патриотично» в противовес «либеральности». Напечатанный теперь в издательстве «Русский Мир», он вовсе не воспринимается так односторонне. Объёмный шестисотстраничный том охватывает весь огромный мир советской жизни, накренившийся к краху и в небытие рухнувший.
От того момента, когда на Политбюро ЦК КПСС министр иностранных дел СССР Андрей Громыко «продавил» в генсеки партии Михаила Горбачёва — до того горького финала, когда Борис Ельцин, сменивший Горбачёва, увенчал это время расстрелом парламента.
Как истый живописатель, Вячеслав Щепоткин знает, что «у всякого решения — есть имя, фамилия, отчество, — он историю решений, угробивших Советский Союз, восстанавливает в такой гуще рельефных силуэтов, что я проникаюсь к нему читательской благодарностью: имена то эти, когда — то звеневшие в ушах страны, теперь, как правило, полузабыты…
На вопрос: какая Россия мне нужна, я честно отвечал: любая. И теперь также думаю. Наверное, в силу моей умом осознанной русскости: по крови я отпрыск (термин Льва Гумилёва) двух субэтнических вариаций российского целого: отцовский исток — казаки с Дона, на красных и белых расколотые, материнский исток — евреи, чудом спасшиеся от антисемитов с Украины.
Мог бы я жить в другой стране? Как потребитель — пожалуй. Как индивид — тоже. Но как личность я существую только в России.
Это я чувствую и в мироощущении автора книги. Особенно остро — на границах русской реальности. Лучшие, сильнейшие страницы романа — не московские. Вот описание северной охоты. Описание чёткое, сочное и вместе с тем — выверенно — структурное.
И ещё сильнейшая глава — о моём родном казачестве. О тех, кто веками шёл в низовья Дона и держал эту землю в русском обводе».

Лидия Сычева, главный редактор интернет-журнала «МолОко» ("Молодое Око"):
«Роман Вячеслава Щепоткина „Крик совы перед концом сезона“, уверена, прочитает вся наша политическая элита. Описывая развал СССР, автор весьма убедителен».
Игорь Шумейко, писатель, профессор Академии геополитических проблем":

"Важнейший свидетель и действующее лицо эпохи, учёный и политик, заместитель Председателя Госдумы двух созывов Сергей Николаевич Бабурин на заседании Исторического клуба Союза журналистов Москвы сказал, что «Крик совы перед концом сезона» — художественное отражение и его опыта:
«Успешное объединение внутренних и внешних сил разрушило наше Отечество. От объявления СССР „империей зла“ до провоцирования этнического шовинизма, погромов, убийств в Тбилиси, Баку, Вильнюсе, от развала экономики до обнищания населения — вехи этого пути ярко обрисованы сквозь судьбы и споры героев Вячеслава Щепоткина».
"Но честность автора не позволяет ему нарисовать картину с условным названием «260 миллионов, преданных вождями». Может даже с большей горечью он пишет о народе — беспомощном стаде, бубнящем то, что они считают своими мыслями. Хороший врач Сергей Карабанов вещает оборонщику Павлу Слепцову: «…говоришь — ракеты нужны и коммунистам, и капиталистам, но Советскому Союзу надо разоружаться. Срочно и подчистую. Если у нас победит демократия… А она должна победить… Надо сделать всё, чтоб победила… Тогда оружие станет ненужным. Демократические государства не воюют друг с другом. И к другим не лезут. Надо срочно ликвидировать этого монстра — ВПК…»
Вот такое будущее видели и призывали к нему «агенты влияния» близоруких людей.

Светлана Руденко, публицист, редактор отдела «Учительской газеты»:
«Политический бестселлер „Крик совы перед концом сезона“ впервые был опубликован в журнале „Наш современник“ и сразу же вызвал многочисленные отклики. Читатели из России и зарубежья присылали в журнал письма, выражая благодарность автору и редакции издания за публикацию.
Одно из важнейших достоинств романа — его объективность. Щепоткин не идеализирует жизнь в СССР, не строит воздушные замки из воспоминаний. Он показывает ограниченность и загнивание партийной верхушки, самовлюблённость Горбачёва, неспособность многих людей глядеть далеко вперёд. Автор не только на трибунах видел Горбачёва и Ельцина, он общался с ними, присутствовал на многих заседаниях Верховного Совета в качестве парламентского обозревателя. Он пишет о том, что видел и пережил. Роман читается легко, на одном дыхании.
Трагическое и комическое тесно переплетается в книге, как в самой жизни. Один из героев, Андрей Нестеренко, выбравшись из безденежной экономической трясины „лихих 90-х“, нашёл свой способ борьбы с могильщиками Советского Союза. Он основал фирму с символическим названием — „Очищение“ и наладил выпуск унитазов, на которых были изображены Ельцин, Гайдар, Чубайс. „При этом Горбачёв в сортирном рейтинге занимал по — прежнему почётные первые места“, — пишет Вячеслав Щепоткин».

В 2017 году издательство «Русский мир» выпустило новый роман Вячеслава Щепоткина «Дуэль алмазных резидентов». В основу сюжета положены события, связанные с расхищением государственного хранилища — Гохрана. Появившиеся из щелей огромной страны, до того никому неизвестные «человеки», захватили власть, оседлали созданные трудом миллионов богатства и начали рвать на куски то, к чему прежде не имели никакого отношения. В том числе, алмазно — бриллиантовые сокровища Гохрана.

Литературовед Виктор Боченков в статье «Герои и антигерои нашего времени» замечает:
«Особенность этого политико-экономического детектива в том, что преступник становится известен очень скоро, без долгих, изощрённых расследований. И двигателем сюжета, его пружиной уже является не поиск злодеев, а своеобразная дуэль с ними, в которой у них есть все шансы победить. А потому напряжение борьбы только нарастает.
„Человеки из щелей“ (кстати, очень интересная находка автора для определения нового политического и социального пласта в России!) не только создали атмосферу тотального грабежа, но и первыми стали обогащаться.
Этим „антигероям нашего времени“ противостоят люди с совсем иным пониманием своей ответственности перед страной, перед делом, перед будущим. В „Дуэли…“ их воплощает группа Владислава Широкова, руководителя алмазодобывающей компании „АЛРОСЕВ“ (в ней читатель без труда узнает реальную компанию „АЛРОСА“). Эти люди научились действовать в новых экономических условиях, их лидер — Широков, умеет смотреть шире и дальше. На годы. На десятилетия вперёд. Его не удовлетворяет монопроизводство компании. Предвидя глобальные перемены на мировом алмазном рынке (что, кстати говоря, впоследствии и случилось) он хочет осваивать смежные производства: огранку алмазов в бриллианты, выпуск ювелирных изделий. Думая о будущем компании мобилизует все силы и возможности для создания новых производственных мощностей. За Полярным кругом строит большой горно -обогатительный комбинат стоимостью в миллиард долларов.
Всё это при ожесточённом противодействии „человеков из щелей“, обосновавшихся в правительстве, в других структурах власти.
Команде Широкова удаётся спасти компанию от приватизации и разграбления. В отличие от Гохрана. Его российские „человеки из щелей“ отдали на растерзание „алмазным пираньям“ — полутора сотням иностранных и совместных предприятий, которые, чаще всего, контрабандным путём опустошили государственную кладовую».

По мнению критика, Ольги Важаевой:
«Дуэль алмазных резидентов» — острая и своевременная книга. Роман заставляет размышлять, анализировать и делать выводы, как надо беречь свой дом и свою страну. Образ президента алмазодобывающей компании Владислава Широкова, созданный автором, — редкий, почти исключительный пример государственника, человека дальновидного, наделённого здоровым прагматизмом, настоящего патриота своей страны".
В 2019 году в издательстве «Аргументы недели» вышел сборник повестей и рассказов В. Щепоткина «Разговор по душам с товарищем Сталиным».. Часть из них печатались ранее, другие, в том числе повесть, давшая название сборнику, опубликованы впервые. Основные события в заглавной повести начинаются со спиритического сеанса. Главный герой Олег Буянов не верит в потусторонний мир, существование душ и возможность общения с ними. Но то, что происходит во время сеанса, потрясает его и он решает обратиться с вопросами к душе Сталина. В том числе — о репрессиях и ответственности за них. Сталин признаёт свою вину. Однако события следующего дня, разговор и начинающийся затем ожесточённый спор в страховой компании, где инженером по компьютерным технологиям работает главный герой — участник спиритического сеанса, открывают бездны новой информации о сталинском периоде и роли подлинных авторов, так называемого, «Большого террора». Буянов и его друг, тоже компьютерщик Илья Игумнов, приводят цифры из ранее закрытых, а теперь обнародованных архивов ОГПУ, НКВД, МГБ, МВД. И эти сведения, с 1921 по 1953 годы, потрясающе отличаются от тех, что называли Хрущёв и его «последователи». А ведь именно Хрущёв был одним из активных «требователей» введения бессудных «троек». За два года, возглавляемая им «тройка», репрессировала в Москве и области более 50 тысяч человек. При этом в день выносились сотни расстрельных приговоров.
Повесть «Холера» рассказывает о событиях, которые происходили летом 1970 года, когда в Волгограде вспыхнула холера. Один из героев, когда речь заходит об опасности заразиться и умереть, спасая друга, говорит: «Нельзя жить вечно… Но сколько дано, надо прожить человечно».
Действия второй повести, «Слуга закона Вдовин», тоже имеют географические и временные рамки: российский Север, зима — август 1991 года. Классный слесарь железнодорожного депо Виктор Вдовин, услыхав на лекции убедительный призыв, что надо бороться за сохранение сёмги, поступает в рыбинспекторы. Но пытаясь служить закону, он видит, что его борьба в разваливающейся стране не нужна. Вдовин возвращается к прежнему делу.. При этом говорит, что народ ещё посмотрит на тех, кто захватил власть, и поднимется против. Однако его начальник Гаврилин не верит в это. «Ты про какой народ? Если про русский, то это весьма молчаливый народ. Оглянись назад! Что только с ним не вытворяли, а он столетиями молчал. Ему нужны вождь, палка и какая-нибудь идея впереди. Тогда он поднимается. Себя не жалеет. Вот сейчас ему подсунули идею: демократия, как на Западе. Она сделает жизнь счастливой, как на Западе. На самом деле эта идея, как „фомка“, воры-медвежатники ею сейфы вскрывают. А те, кто всучают, их цель — развалить Россию. Или обокрасть её».
В 2021 году вышло второе издание этого сборника, дополненное повестью «Билет на поезд к вечной мерзлоте». Содержание её определяет название предисловия: «Удержит ли Россия свой Дальний Восток».
В 2022 году вышла книга воспоминаний "Люди на дороге жизни". В 2024 - книга повестей и рассказов "Мужчинами не рождаются".

## Избранная публицистика
- «Пласты сдвигаются. Хроника кануна и начала перестройки» // М. Издательство «Известия», 1988

- «К диктатуре Закона» // «Известия», 1989

- «Победит ли в России диктатура Закона диктатуру коррупции». // РФ сегодня, 2008,. № 22.

- «Остановит ли государство войну торговых баронов против народа?» // РФ сегодня, 2009,. № 20

- «Господин хозяин и гражданин батрак» // РФ сегодня, 2010,. № 12

- «Честь имеют?» // РФ сегодня, 2011, № 4

## Литературные произведения
- «Крик совы перед концом сезона» // «Наш современник», 2013,.№ 8-10 | ООО «Мирный», Республика Саха (Якутия), 2014. | ГБУК «Издатель», Волгоград, 2014 | «Русский мир», М., 2016

- «Дуэль алмазных резидентов» // «Русский мир», М. 2017.
- «Разговор по душам с товарищем Сталиным» // «Аргументы недели», 2019
- «Билет на поезд к вечной мерзлоте» // «Аргументы недели», 2021
- «Люди на дороге жизни» // «Аргументы недели», 2022
- «Мужчинами не рождаются» - Повести и рассказы. // «Аргументы недели», 2024
- «Билет на поезд к вечной мерзлоте» - Повести и рассказы. // «Аргументы недели», 2025

## Выступления на телевидении
- «Как не повторить в России драму Советского Союза?» — Телеканал «Анна ньюс», 22 октября 2015

- «Дуэль алмазных резидентов» — Телеканал «Анна ньюс», 9 июля 2017

- «Золотой Козленок. Как ограбить Россию?». 4 серии — НТВ, апрель 2020

## Премии
- Премия журнала «Наш современник» (за роман «Крик совы перед концом сезона», 2013)

- Номинация на премию «Национальный бестселлер» (роман «Крик совы перед концом сезона», 2015).

- «Большая литературная премия России» (за романы «Крик совы перед концом сезона» и «Дуэль алмазных резидентов». 2018).

- «Первая премия в литературном конкурсе "Золотое звено 2024" ("Литературная газета" и РЖД) за повесть"Билет на поезд к вечной мерзлоте" 2024 год).